# Област Кунигами
Област Кунигами (јап. 国頭郡) Kunigami-gun, (на окинавском језику Kunjan) се налази у префектури Окинава, Јапан. 
2003. године, у области Машике живело је 64.670 становника и густину насељености од 112,19 становника по км². Укупна површина је 576,43 км².
Област Кунигами обухвата део острва Окинава и неколико мањих острва.

## Вароши и села
- Кин
- Мотобу
- Гиноза
- Хигаши
- Ие
- Кунигами
- Накиџин
- Она
- Огими

## Саобраћај
Округ на Окинави користи аеродром Наха у близини Нахе и аеродром Иеџима. 